# Dong Xuan Center

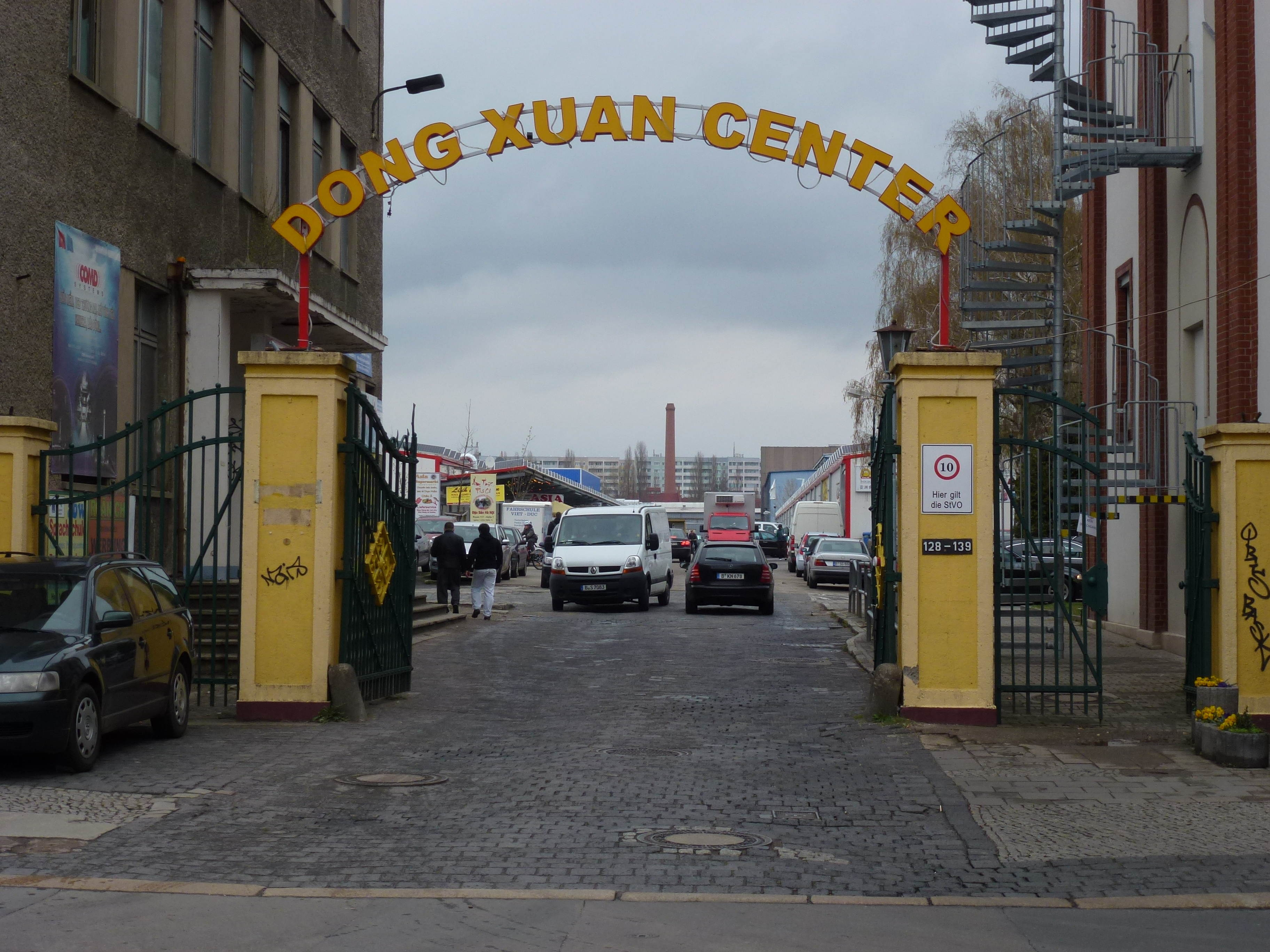
Einfahrt/Eingang in der Herzbergstraße

Das Dong-Xuan-Center (Eigenschreibweise Dong Xuan Center) ist ein asiatischer Großmarkt in der Herzbergstraße im Berliner Ortsteil Lichtenberg im Bezirk Lichtenberg. Er wurde ab den späten 1990er Jahren auf der früheren Fläche der Siemens Plania AG (in der DDR: VEB Elektrokohle) entwickelt, teils unter Nachnutzung vorhandener Industrie- und Verwaltungsbauten. Vergrößerungen und Neunutzungen finden stetig statt. Schwerpunkte sind Verkäufe, Dienstleistungen und auch Kulturveranstaltungen.

## Großmarkt
In dem überwiegend vietnamesischen Großhandelsmarkt betreiben mehr als 400 Unternehmer mit rund 2000 Mitarbeitern auf einem Areal von 165.000 Quadratmetern ihre Geschäfte. „Đồng Xuân“ ist vietnamesisch und heißt übersetzt „Frühlingswiese“. Die Geschäfte bieten unter anderem asiatische Lebensmittel, Textilien, Lederwaren, Kurzwaren, Technik, Uhren und Schmuck bis hin zu verschiedenen Dienstleistungen. Acht gastronomische Einrichtungen bieten vietnamesische Küche. Die Händler kommen aus Vietnam, Indien, China, der Türkei und Pakistan, ihre Handelsbeziehungen erstrecken sich auf ganz Europa.

## Geschichte der Gebäude und des Areals

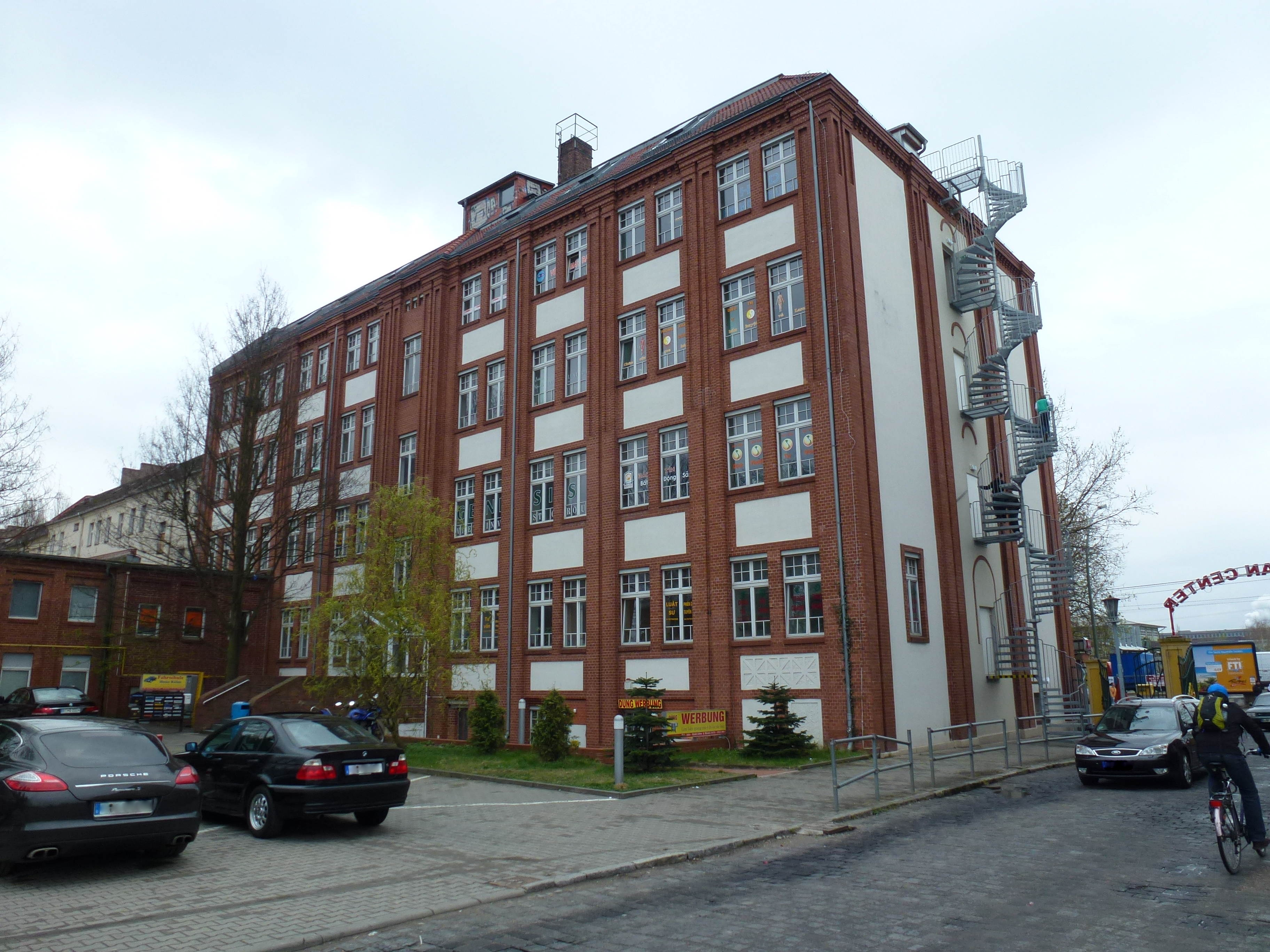
Historisches Verwaltungsgebäude aus dem 19. Jahrhundert

Die Geschichte des Standortes begann 1872, als hier Siemens & Halske eine Teilproduktionsstätte zur Herstellung von Alkohol-Messapparaturen errichteten. Nach 1880 wurden Beleuchtungskohle und Kohlebürsten Produktionsschwerpunkte, ergänzt 1904 durch die Herstellung von Siliziumkarbid-Heizstäben. Im Ersten Weltkrieg wurde das Unternehmen ein kriegswichtiger Rüstungsbetrieb. Nach der Verschmelzung 1928 mit dem Rütgers-Konzern erhielt er den Namen Siemens-Plania AG.
Auch im Zweiten Weltkrieg wurden kriegswichtige Kohleerzeugnisse hergestellt. Nach Kriegsende wurde der Betrieb zunächst Sowjetische Aktiengesellschaft, 1954 Volkseigener Betrieb mit dem Namen VEB Elektrokohle Lichtenberg (EKL). 1969 kam EKL verwaltungstechnisch zum VEB Chemiekombinat Bitterfeld.
Die Hauptproduktion in Elektrokohle ging nach der Wende deutlich zurück, vor allem waren auch die osteuropäischen Auftraggeber weggebrochen. 1996 übernahm der US-amerikanische Konzern UCAR International den Produktionsbereich Großkohle, der Bereich Kleinkohle ging 1997 an die SGL-Carbon-Gruppe. Im gleichen Jahr wurde die Großproduktion auf dem Lichtenberger Gelände komplett eingestellt, die Gebäude wurden geräumt und die Schornsteine in der Folge gesprengt. In den Jahren 1992 und 1997–1999 erfolgten im Auftrag der Lichtenberger Bezirksverwaltung genaue Untersuchungen über die Belastung der Flächen mit verschiedenen Schadstoffen, gefunden wurden zum Beispiel 15–55 mg Polyzyklische aromatische Kohlenwasserstoffe (PAK) pro Kilogramm Trockenmasse in der gesamten Auffüllschicht, auf Teilflächen auch Chrom (23 g/kg), Kupfer (3,6 g/kg) und Phenole (bis 7,3 g/kg). Eine Grundwassergefährdung konnte nicht festgestellt werden.
Nur die mittelständische Firma PanTrac GmbH führt in einigen Gebäudeteilen die Endproduktion von Industriekohleerzeugnissen erfolgreich fort und beliefert mit dem Rohmaterial die SGL Carbon GmbH in Bonn.

## Seit 2005: Dong Xuan Center
Die Idee für ein Handelszentrum hatte Nguyễn Văn Hiền. Wie viele Vertragsarbeiter der DDR wurde er mit der deutschen Wiedervereinigung arbeitslos. Gleich nach der Wende machte er sich selbstständig und verkaufte Kleidungsstücke. Neue Ware erwarb er bei einem Großhandelsunternehmen in Polen. Hier traf er regelmäßig Kollegen aus Berlin. Das brachte ihn auf die entscheidende Idee, das alles künftig selbst in Berlin anzubieten. Im Jahr 2005 setzte er seine Idee um und gründete das Dong Xuan Center. Ende der 2010er Jahre nutzten bereits Menschen aus aller Welt das reiche Angebot an Textilien, fernöstlichen Lebensmitteln sowie Dienstleistungen.
Zum Ende der 2010er Jahre wurden in sechs Verkaufshallen mit einer Größe von je 6500 Quadratmeter Verkaufsfläche und zwei großen Lagerhallen vielfältige Waren des Großhandels, Gastronomie sowie verschiedene Dienstleistungen angeboten. Der erste Bauabschnitt, der denkmalgerechte Umbau eines ehemaligen Laborgebäudes des VEB Elektrokohle zum Gästehaus des DXC, wurde im Frühjahr 2017 abgeschlossen.

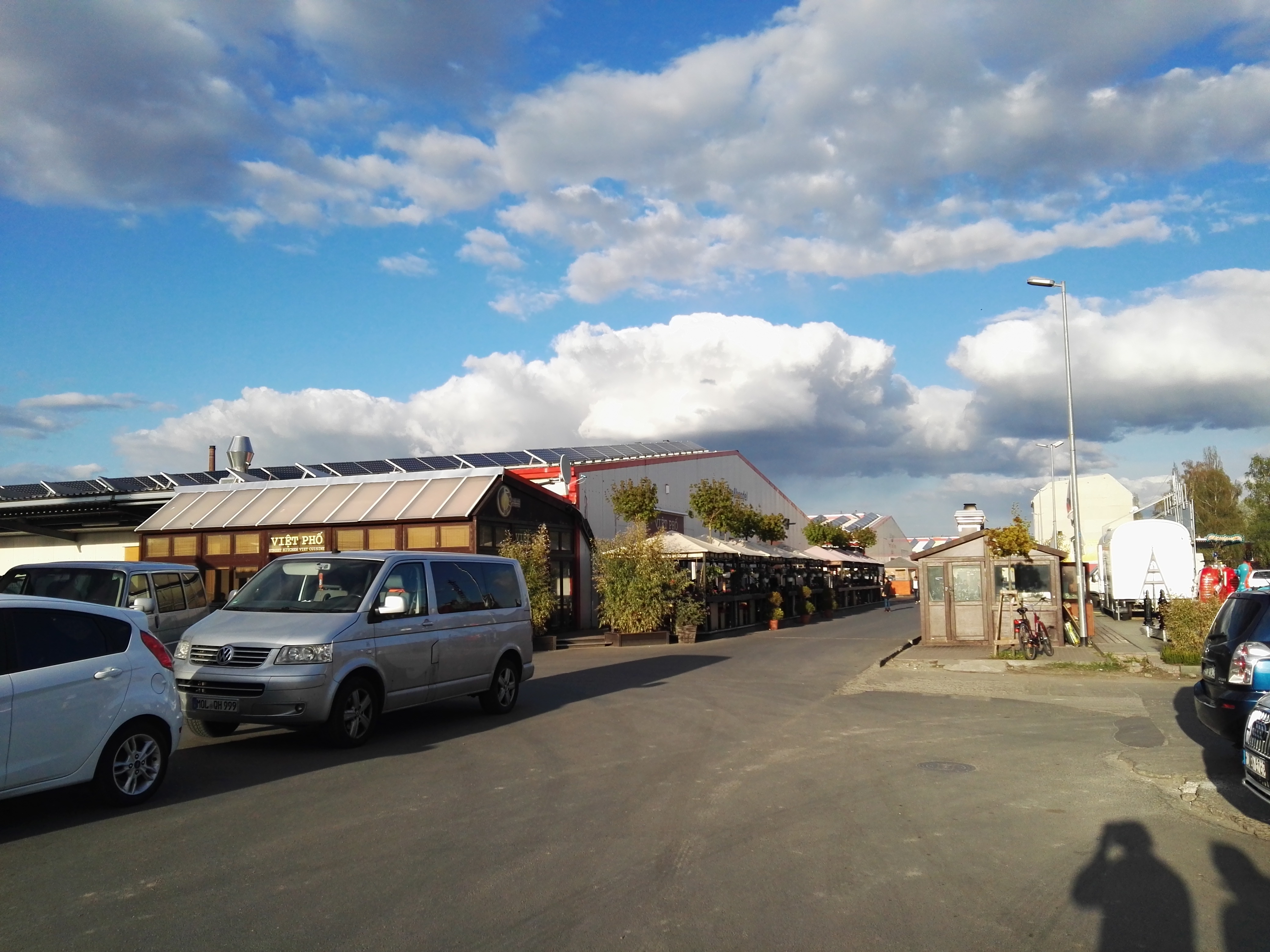
Erste Halle mit Restaurant
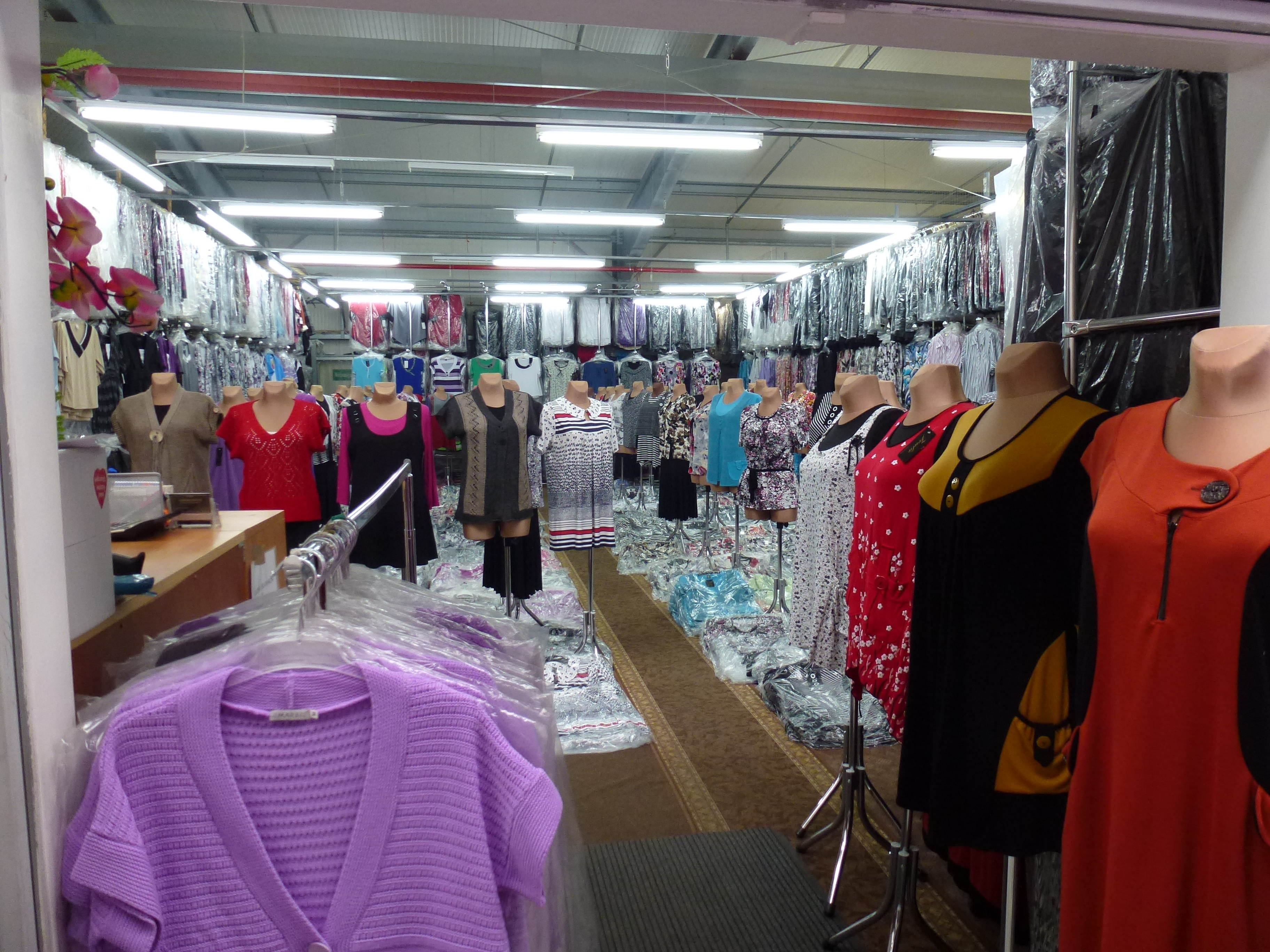
Damenkleidung
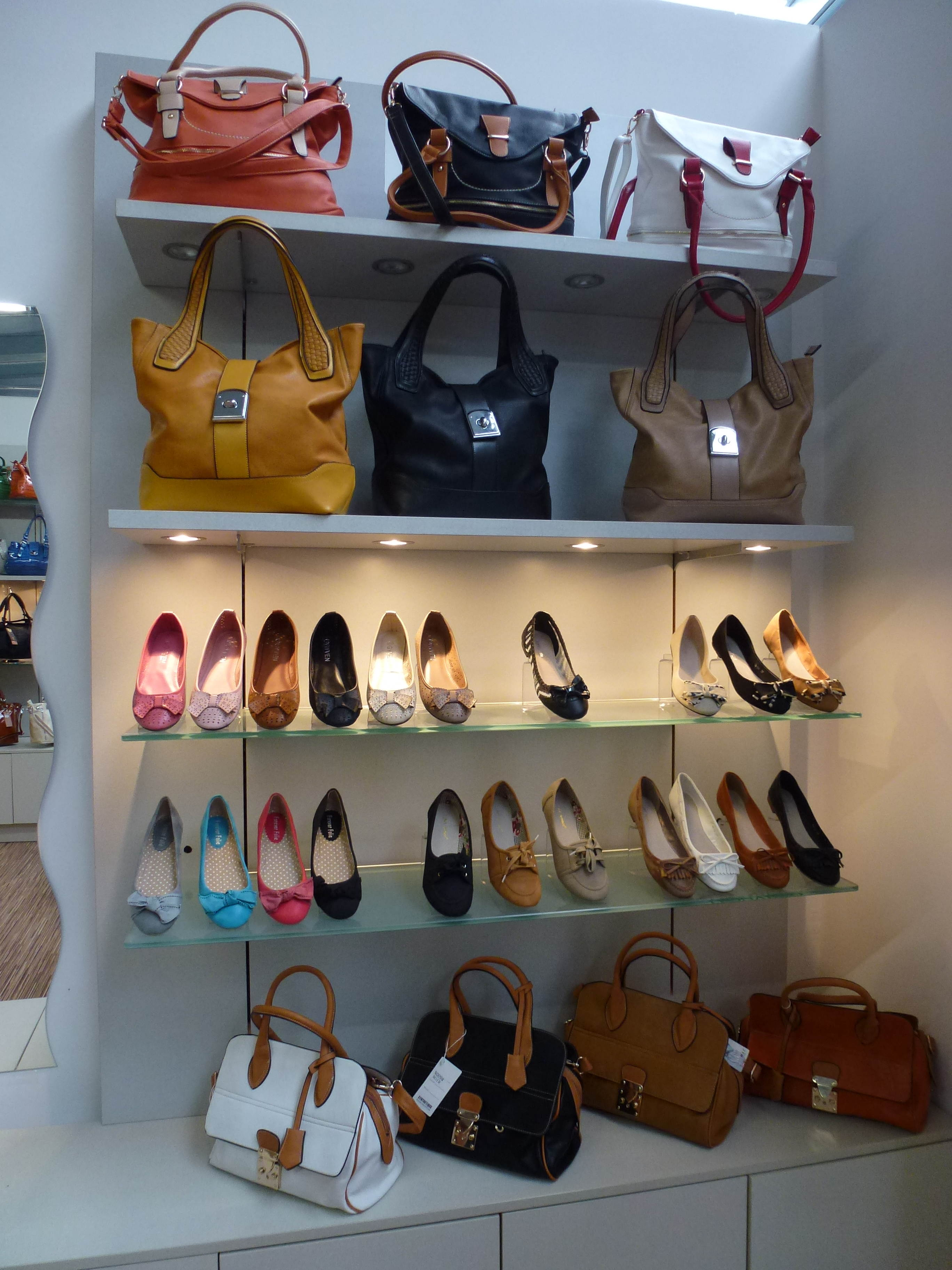
Schuhe
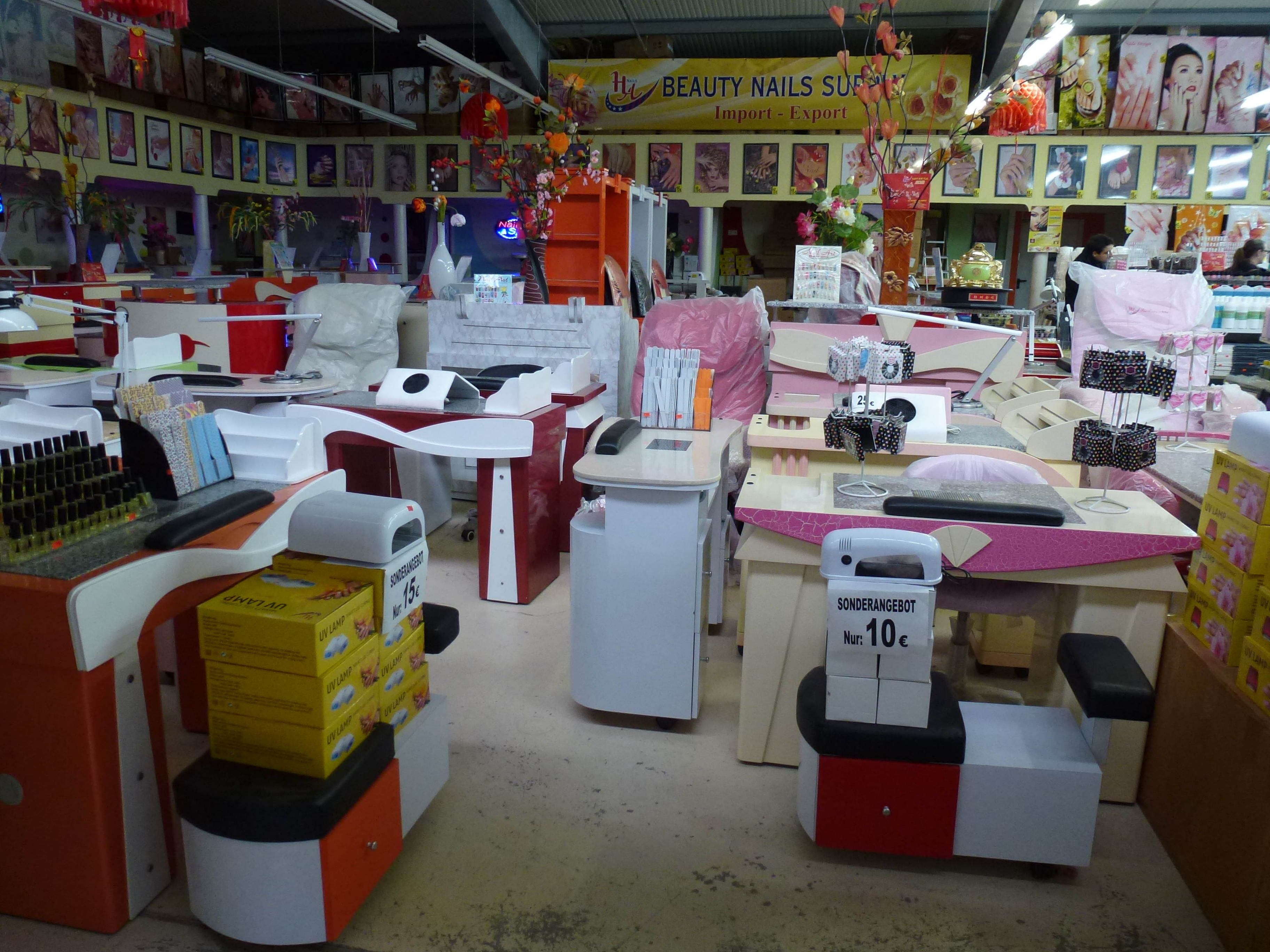
Beauty Nails Supply
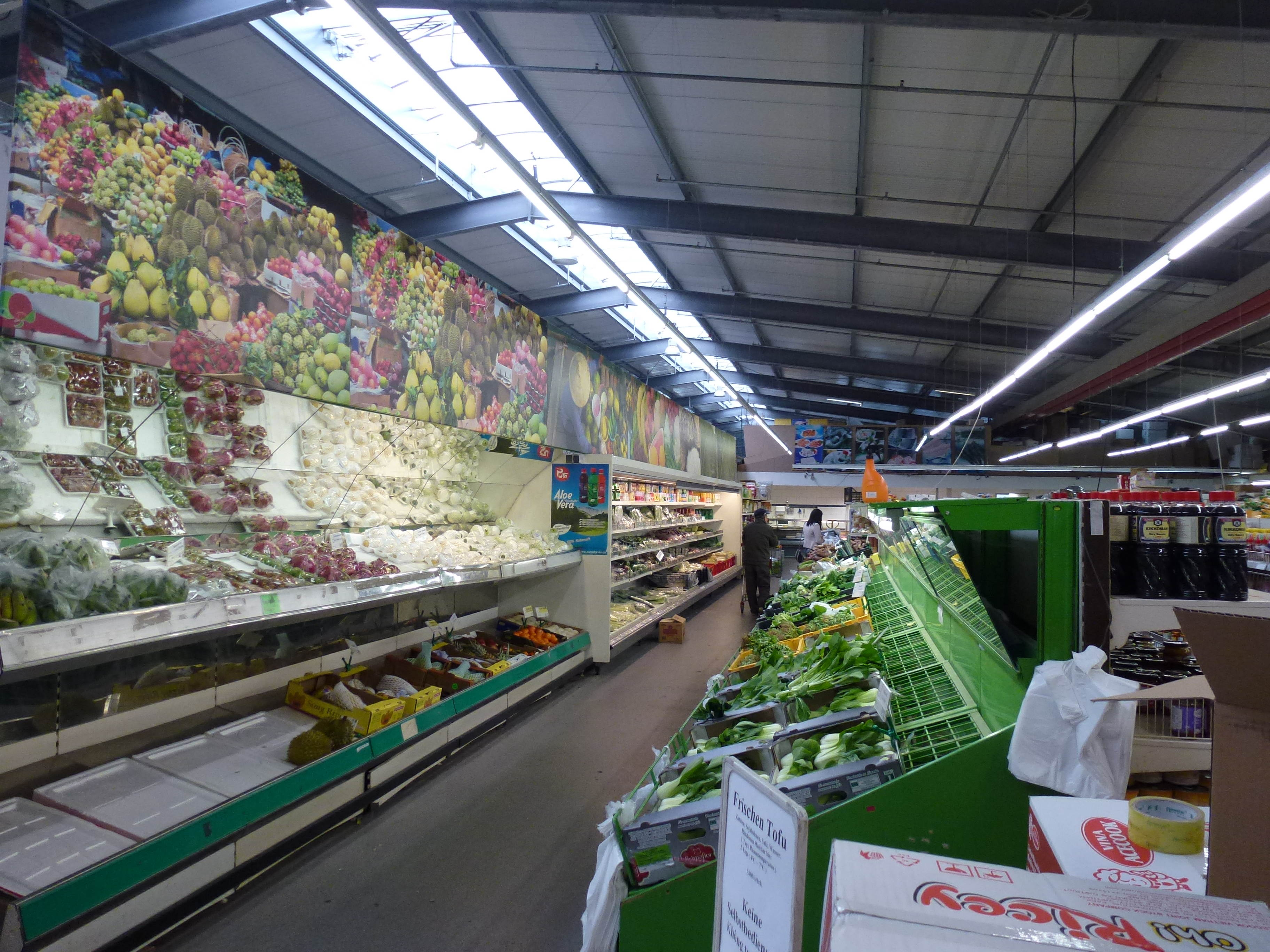
Lebensmittel

Von 2015 bis 2023 wurde der zweite Bauabschnitt an der Herzbergstraße, die Wiederbelebung des im Jahr 1952 eröffneten Kulturhauses des VEB Elektrokohle Lichtenberg unter Erhaltung des ursprünglichen Charakters und in Abstimmung mit dem Denkmalamt zu einem modernen Kulturzentrum, dem Dong Xuan Haus, realisiert. Zunächst wurde das Mittelstück, der flache Kultursaal, abgetragen. Die beiderseitigen dreigeschossigen Bauten blieben stehen und wurden entkernt.
Im Sommer 2019 entstand auf der alten Fläche ein neues Fundament, das einen kompakten Bau zusammen mit den gleich hohen Flügelbauten ergibt. Die Fertigstellung des Rohbaus erfolgte, zeitverzögert wegen der Corona-Pandemie, Ende 2022. Nach dem Innenausbau sollte Ende 2022 das neue Dong-Xuan-Haus (auch Dong-Xuan-Gästehaus) eröffnet werden. Für die Umbauarbeiten hat das Management der Dong-Xuan-Group rund 25 Millionen Euro investiert.
Zwischen Februar 2020 und Spätherbst 2023 drehten sich die Baukräne, im Frühjahr 2024 zog bereits ein erster Nutzer (Street food) ein. Der äußere Umbau des neuen Kulturhauses war Mitte 2021 abgeschlossen.

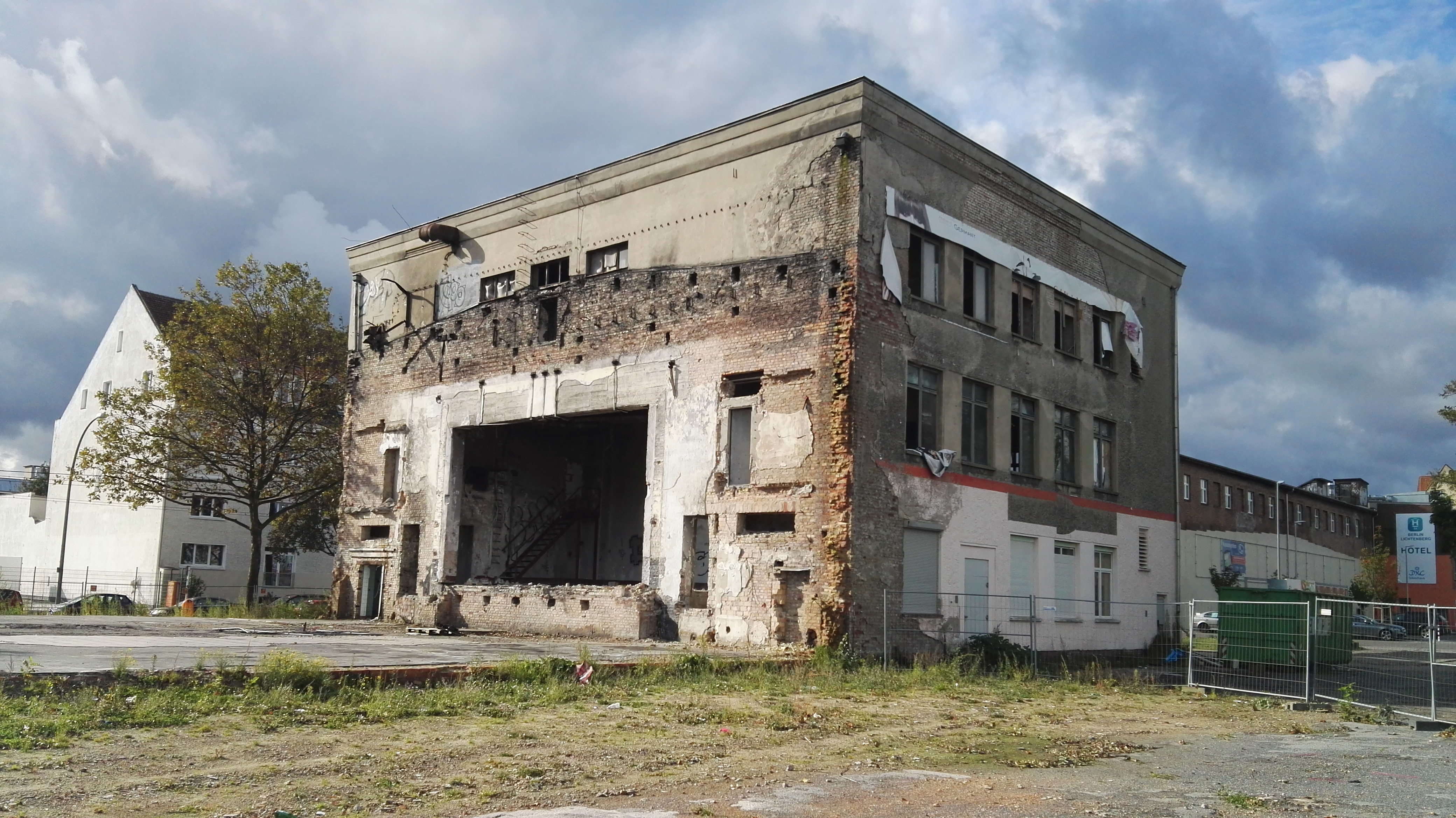
2017: Rückbau
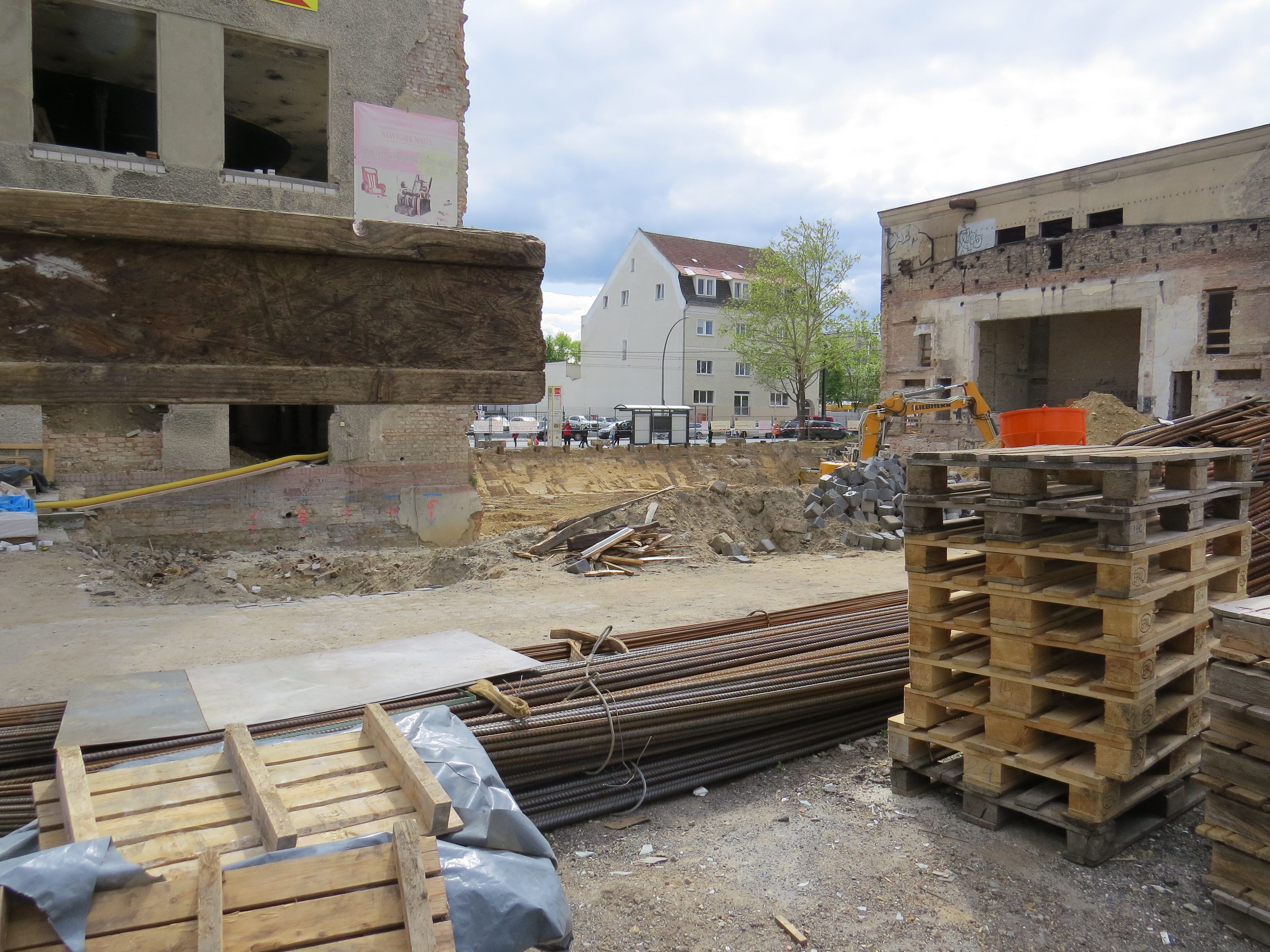
2019: Abriss des Mittelteils und Bauvorbereitung
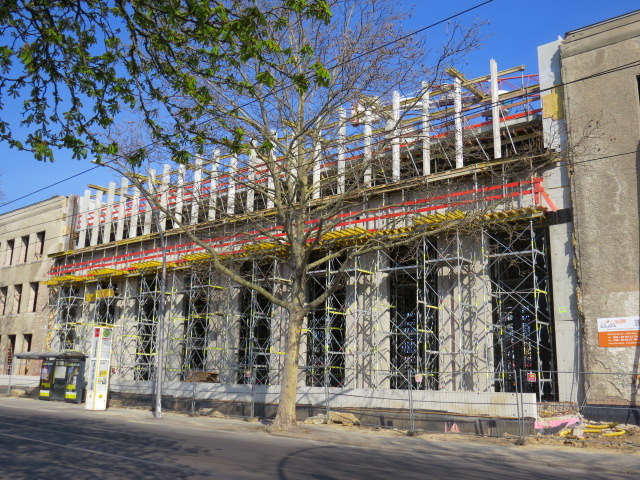
2020, April: Rohbauarbeiten
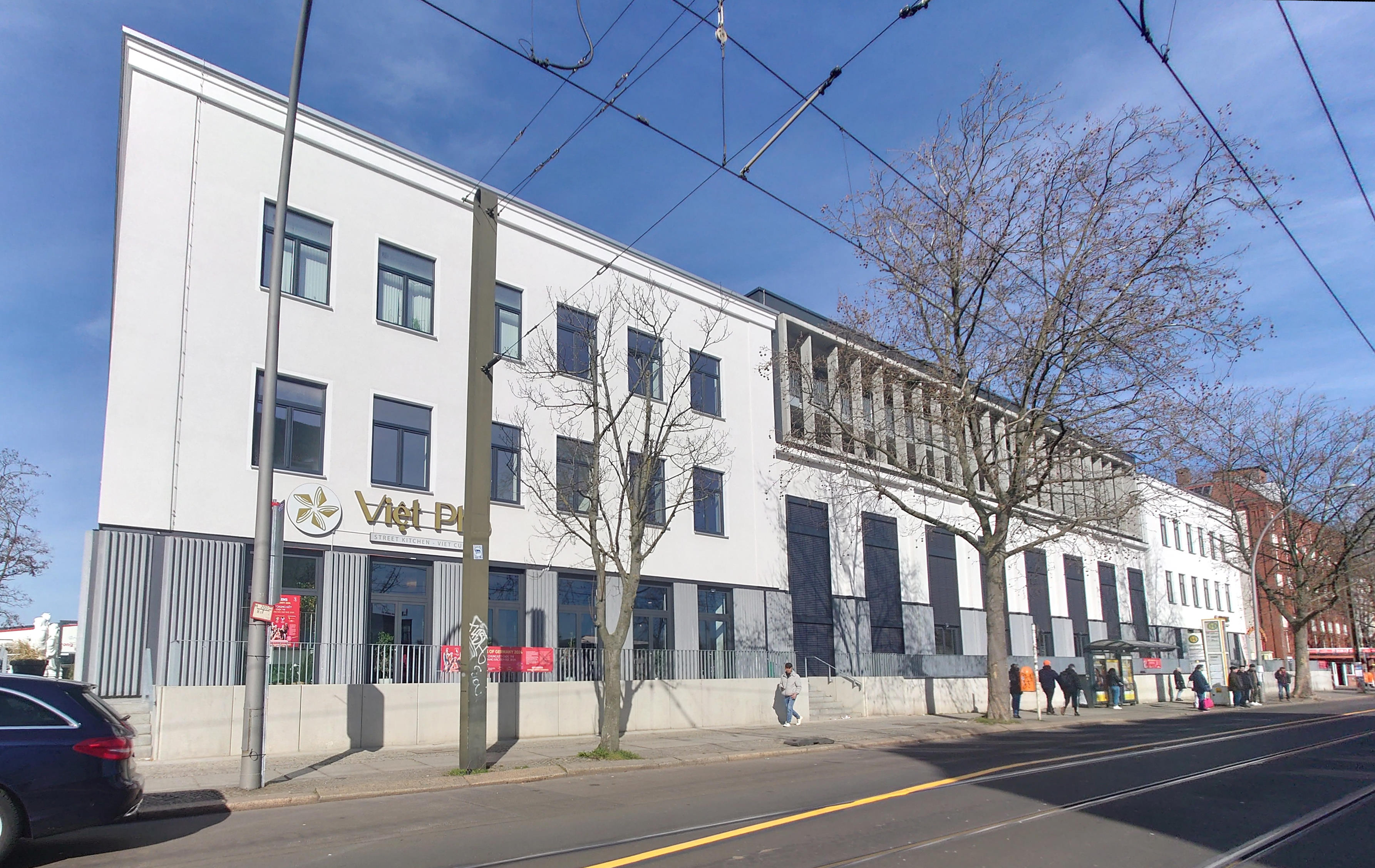
2024, März: fast fertig, teilgenutzt

Am 4. Juli 2019 kam es zu einem Großbrand im Dong Xuan Center. Die entstandenen Schäden konnten jedoch relativ schnell behoben werden.

## Vorbild Hanoi

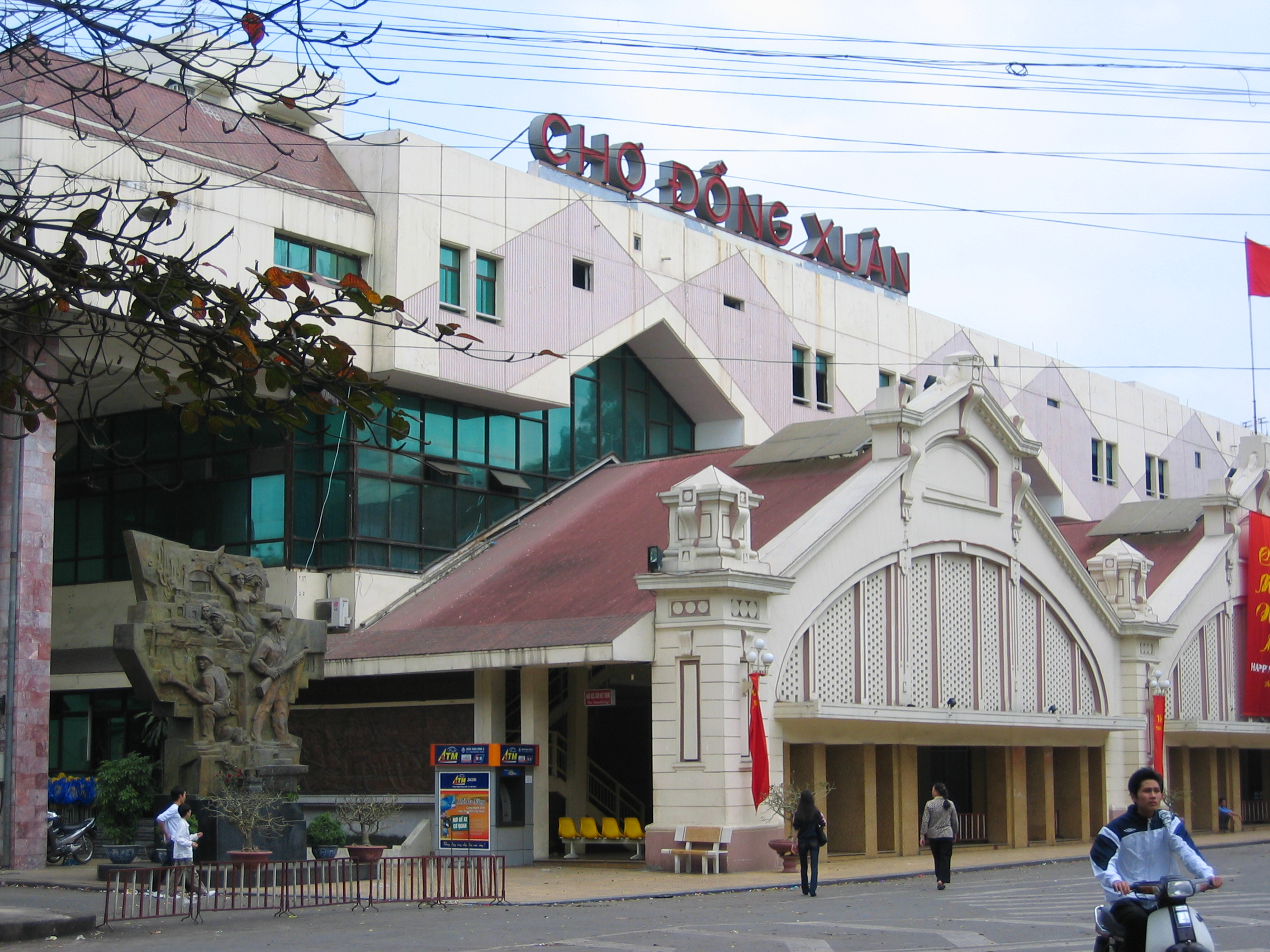
Dong-Xuan-Markt Hanoi

Vorbild und Namensgeber des Berliner Dong Xuan Centers ist der 1889 errichtete Dong-Xuan-Markt in Hanoi, der größte und zugleich älteste Markt der vietnamesischen Hauptstadt.

## Kritik und Vorfälle
Das Dong Xuan Center soll „eine Rolle für international agierende Schleuserbanden und Menschenhändler spielen sowie ein zentraler Drogen-Hotspot für die vietnamesische Community“ sein. – 2023 wurde ein Mann niedergestochen und schwer verletzt. – Im März 2024 kam es zu einer Auseinandersetzung zwischen zwei Gruppen mit Macheten, Messern und Holzlatten. Bei der Auseinandersetzung kam es zu lebensbedrohlichen Verletzungen von drei Männern und ein weiterer Mann kam mit Schnittverletzungen in ein Krankenhaus. Eine Stellungnahme zu den Hintergründen gab es nicht öffentlich.

## Umweltschutz
Die durch über 100 Jahre Industrieproduktion erzeugten Altlasten im Boden wurden vor Baubeginn für das Dong Xuan Center entfernt, das Gelände komplett saniert und versiegelt. Dieses Flächenrecycling mit den Maßnahmen Versiegelung, Brunnenbau, Monitoring und Entsorgung hoch belasteter Böden wurde mit hohem zeitlichen und finanziellen Aufwand vom Senat durchgeführt.

## Verkehrsanbindung
Das Dong Xuan Center liegt in Berlin-Lichtenberg innerhalb des Karrés zwischen Landsberger Allee, Vulkanstraße, Herzbergstraße und Siegfriedstraße und ist mit dem Auto über die Einfahrten Herzbergstraße (Haupteingang) und Vulkanstraße zu erreichen. Mit öffentlichen Verkehrsmitteln kann das Dong Xuan Center mit den Straßenbahnlinien M 8, 18 und 21 (Haltestelle Herzbergstraße/Industriegebiet) sowie den Buslinien 240 (Haltestelle Josef-Orlopp-Straße / Vulkanstraße) und 256 (Haltestelle Herzbergstr./Siegfriedstr.) erreicht werden.

## Varia
Auch im Leipziger Stadtteil Eutritzsch gibt es ein Dong Xuan Center.